# Palaeorhiza hilara
Palaeorhiza hilara är en biart som beskrevs av Cheesman 1948. Palaeorhiza hilara ingår i släktet Palaeorhiza och familjen korttungebin. Inga underarter finns listade i Catalogue of Life.